# Matho Gompa
Le monastère de Matho Gompa est situé sur la rive opposée de l'Indus, à 3 600 m d'altitude dans le Ladakh (État du Jammu-et-Cachemire, en Inde). Le monastère se situe face au monastère de Thiksey, un complexe de douze étages et abrite de nombreux objets de l'art bouddhiste et de  stupas, et dont l'un des principaux points d'intérêt est le Temple Maitreya. Il est également connu sous d'autres noms Mashro Gompa or Mangtro Gonpa. 
Matho Gonpa est issu du mot tibétain "mang" qui signifie "beaucoup" et du mot "tro" qui signifie "bonheur".

## Géographie
Le village de Matho au Ladakh, est situé à l'embouchure d'une gorge profonde de la chaîne du Zanskar d'où sort le fleuve sacré de l'Indus. Il se trouve à une distance de 20 km au sud de Leh, la capitale du Ladakh, (tibétain : གླེ, Wylie : gle, THL : lé་ ; hindi : लेह, translit. iso : lēha), une ville du district du même nom, dans l'État du Jammu-et-Cachemire en Inde à une altitude de 3 510 m.

## Histoire

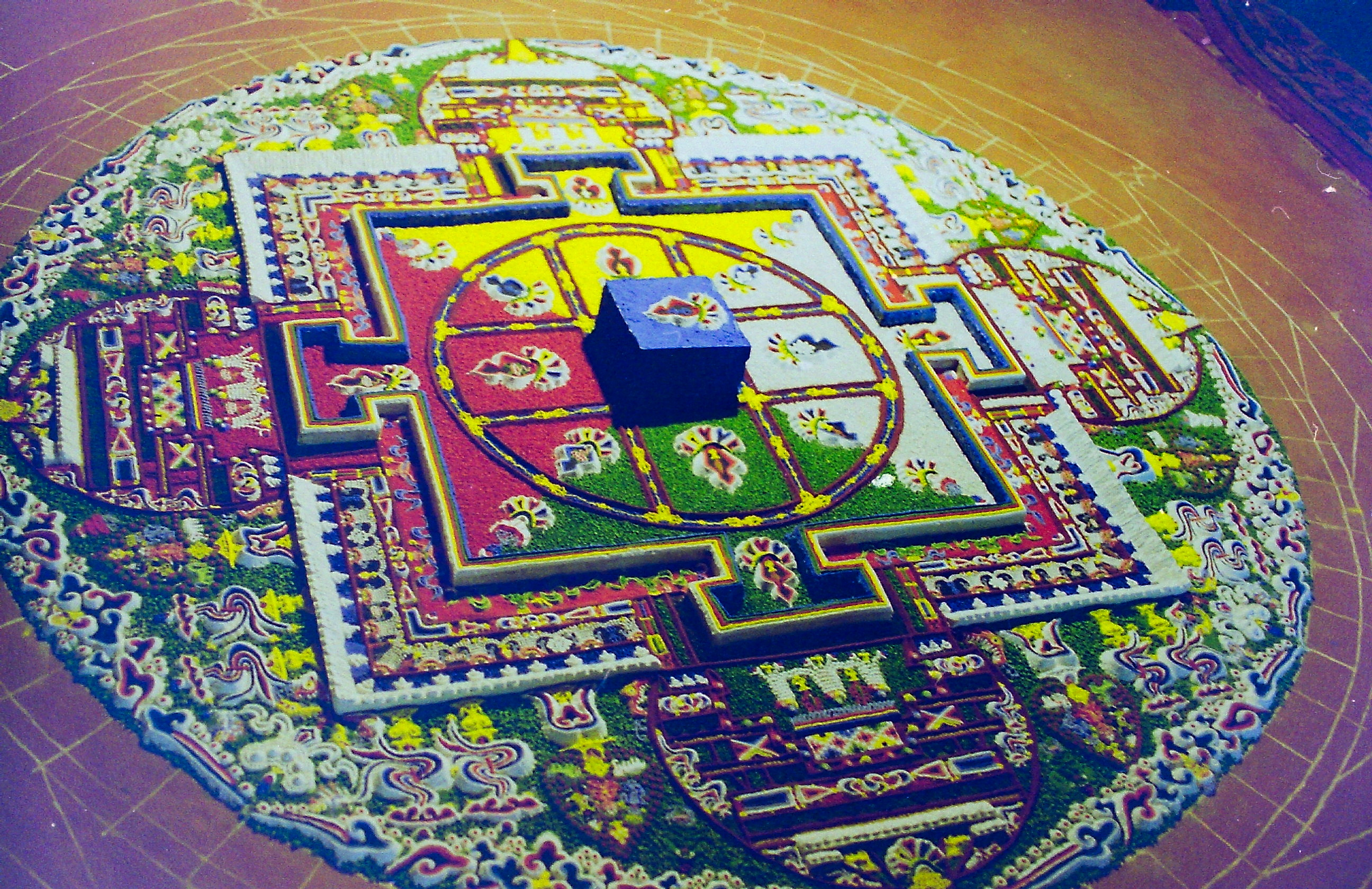
Dull tson kyll khor Mandala

Le monastère tibétain de Mashro a été fondé dans la première partie du XVIe siècle. L'enseignement transmis se basait, sur la connaissance et approfondissement du bouddhisme tibétain. 
Le monastère Matho Gompa abrite, à l'intérieur d'une nouvelle galerie construite en 2005, une importante collection de Thangkas, datée du XIVe siècle en provenance du Tibet, des peintures vivement colorées et un Bouddha Sakyamuni. À l'étage supérieur du «du-khang» est érigée une petite chapelle qui contient des images de Sakya Pandita et de lamas Sakya.

## Collection et enseignement
Ce monastère possède une étonnante collection de beaux tableaux qui ont été offerts en remerciements des moines à leur maître lamas. Certains sont réalisés sous la forme de mandalas, très élaborés et codifiés, en deviennent semi-figuratifs, semi-abstraits.
Le monastère Matho Gompa abrite, à l'intérieur d'une nouvelle galerie construite en 2005, une importante collection de Thangkas, datée du XIVe siècle en provenance du Tibet, des peintures vivement colorées et un Bouddha Sakyamuni. À l'étage supérieur du «du-khang» est érigée une petite chapelle qui contient des images de Sakya Pandita et de lamas Sakya.
Ce monastère est le seul qui a enseigné les préceptes de l'ordre Sakya propre au bouddhisme tibétain. Il perpétue ainsi, l'image du monastère de Saskya au Tibet, environ 60 lamas et 30 noviciats y suivent leurs études.

## Festival

Festival de Matho Gompa Ladakh

Lors du festival appelé Matho Nagrang, le monastère Matho Gompa interprète chaque année, les 14e et 15e jours du premier mois du calendrier tibétain, se fait l'interprète des danses sacrées tibétaines Cham (danse) (tibétain : འཆམ་)
Les masques et robes portés par les lamas lors de ce festival annuel sont visibles à l'intérieur du musée situé dans le monastère.
Mais, ce qui attire surtout les nombreux touristes, ce sont les prédictions des oracles appelés «Rongtsan». Pour la préparation des festivals, de jeunes moines sont sélectionnés pour lire les oracles. Ils doivent passer par la méditation, le jeûne et la purification rituelle pendant une longue période de temps, pour gagner de la force spirituelle. Au moment du festival, ils réalisent des exploits étonnants à l'aide d'épées et de couteaux, en se tenant les yeux bandés sur d'étroits parapets. Au cours de transes, les corps de deux moines sont investis durant quelques heures par des esprits réputés pour leurs facultés de voyance. La fortune des communautés villageoises locales y serait alors prédite pour l'année à venir.